# Тороу (Њу Мексико)
Тороу (енгл. Thoreau) насељено је место без административног статуса у америчкој савезној држави Њу Мексико.

## Демографија
По попису из 2010. године број становника је 1.865, што је 2 (0,1%) становника више него 2000. године.
| Група             | 2000.       | 2010.       |
| Белци             | 366 (19,6%) | 240 (12,9%) |
| Афроамериканци    | 2 (0,1%)    | 6 (0,3%)    |
| Азијати           | 1 (0,1%)    | 2 (0,1%)    |
| Хиспаноамериканци | 174 (9,3%)  | 148 (7,9%)  |
| Укупно            | 1.863       | 1.865       |